# Mapania enodis
Mapania enodis là loài thực vật có hoa trong họ Cói. Loài này được (Miq.) C.B.Clarke mô tả khoa học đầu tiên năm 1908.